# Melanagromyza alternata
Melanagromyza alternata är en tvåvingeart som beskrevs av Spencer 1961. Melanagromyza alternata ingår i släktet Melanagromyza och familjen minerarflugor. Inga underarter finns listade i Catalogue of Life.